# Валга
Ва́лга (эст. Valga, нем. Walk, до 1920 года рус. Валк, старинное рус.  название — Влех) — город на юге Эстонии, административный центр уезда Валгамаа. Вплотную примыкает к латвийскому городу Валка, составляя с ним, по сути, единый город.

## География и описание
Валга — самый южный город Эстонии. Расположен на реке Педели (бассейн реки Нарвы). Площадь города составляет 16,65 км².
Город находится на перекрёстке шоссейных и железнодорожных путей. Город пересекают шоссе в направлении на Йыхви — Нарву, Уулу (Пярну), Выру, Ригу. Железнодорожные пути Таллин — Тарту — Рига соединены через Тапа с магистралью Таллин — Нарва — Санкт-Петербург. Валга пересекает путь в направлении Выру — Печоры на Псков. Расстояние от города до Тарту по шоссе составляет 89 км, до Пярну — 144 км, до Таллина — 245 км, до Риги — 175 км, до Пскова — 170 км.
Официальный язык — эстонский. Почтовые индексы: 68201, 68202, 68203, 68204, 68205, 68206, 68207, 68208, 68209.

## Население
По данным переписи населения 2021 года, в Валга насчитывалось 12 010 жителей, из них мужчины составляли 47,2 % (5665 чел.), женщины — 52,8 % (6345 чел.); доля населения в возрасте 65 лет и старше составляла 23,8 % (2859 чел.), доля населения младше 17 лет — 17,8 % (2140 чел.). 
Из общего числа жителей Валга эстонцев в 2021 году насчитывалось 7110 человек (59,7 % населения города), русских — 3160 человек (26,31 % или 1,00 % всех русских Эстонии), латышей — 679 (5,65 % населения города). 
Доля граждан Эстонии составляла 76,23 % (9155 чел.), граждан России — 3,56 % (428 чел.), лиц без гражданства — 8,12 % (976 чел.).
Численность населения города Валга: 
| Год  | 1810 | 1849   | 1863   | 1881   | 1897     | 1917     | 1922     | 1934     | 1939     |
| ---- | ---- | ------ | ------ | ------ | -------- | -------- | -------- | -------- | -------- |
| Чел. | 451  | ↗ 1645 | ↗ 2617 | ↗ 4115 | ↗ 10 896 | ↗ 20 371 | ↘ 10 334 | ↗ 11 067 | ↘ 10 401 |

| Год  | 1959     | 1970     | 1979     | 1989     | 1996     | 2000     | 2011     | 2021     | 2023     | 2024     |
| ---- | -------- | -------- | -------- | -------- | -------- | -------- | -------- | -------- | -------- | -------- |
| Чел. | ↗ 13 350 | ↗ 16 795 | ↗ 18 492 | ↘ 18 089 | ↘ 16 148 | ↘ 14 323 | ↘ 12 261 | ↘ 12 010 | ↗ 12 319 | ↘ 12 173 |

## История
Первое упоминание о городе (под названием Walko) датируется 1286 годом.
Во времена Российской империи город входил в Лифляндскую губернию и являлся центром Валкского уезда.

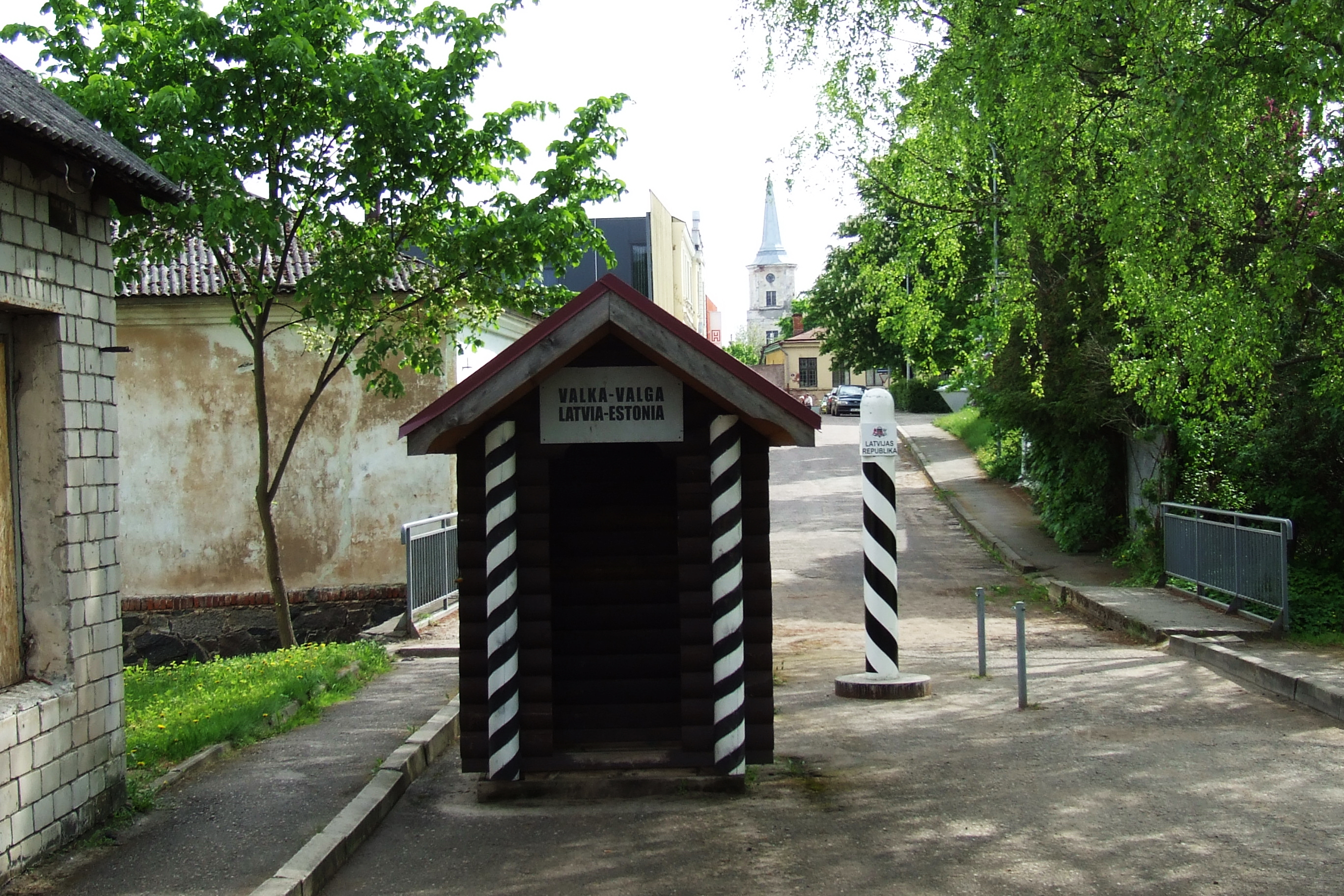
Граница между городами Валка и Валга

1 июля 1920 года город был разделён на две части — Валку и Валга. Бо́льшая, северо-восточная часть города вошла в состав Эстонии.
Официальной датой основания города Валга является 4 июня 1919 года.
Существует версия, что отделение части города в пользу Эстонии произошло в знак благодарности за помощь эстонской армии в борьбе за независимость Латвии. Так, 20 сентября 1919 года Бермондт-Авалов, командующий Западной Добровольческой армией, объявил, что он является «представителем русской государственной власти» и принимает на себя всю полноту власти в Прибалтике, игнорируя тем самым факт латвийского суверенитета и существования латвийских органов власти. 7 октября, получив отказ на требование пропустить его войска через территорию Латвии на большевистский фронт, Бермондт-Авалов начал вести против Латвии боевые действия. 9 октября его войсками были заняты западные предместья Риги, а латвийское правительство эвакуировалось в Цесис, запросив военную помощь у правительства Эстонии. 10 октября Бермондт-Авалов вместо продолжения наступления предложил Латвии перемирие. В тот же день в Ригу прибыла эскадра английских крейсеров, а из Эстонии — четыре бронированных поезда. После успешного совместного отражения интервенции Эстония, помимо возмещения расходов по войсковой операции, получила в качестве премии большую часть города Валки.
В 1950—1991 годах Валга был центром Валгаского района, с 1991 года — уезда Валгамаа.
С 21 декабря 2007 года, после вступления Латвии и Эстонии в Шенгенскую зону, город снова «един»: пограничный контроль отсутствует, в городе действует латвийско-эстонская программа соседства, хотя каждая из двух его частей сохраняет собственные органы управления.

## Климат
Климат в Валга — умеренно континентальный с чертами морского. В Валга, как правило, продолжительная мягкая зима и тёплое, но короткое лето.
- Среднегодовая температура воздуха — 5,9 °C
- Средняя скорость ветра — 2,1 м/с
- Относительная влажность воздуха — 82 %

| Показатель                                          | Янв.  | Фев.  | Март  | Апр.  | Май  | Июнь | Июль | Авг. | Сен. | Окт. | Нояб. | Дек.  | Год   |
| --------------------------------------------------- | ----- | ----- | ----- | ----- | ---- | ---- | ---- | ---- | ---- | ---- | ----- | ----- | ----- |
| Абсолютный максимум, °C                             | 8,5   | 10,9  | 17,2  | 27,4  | 30,7 | 32,1 | 33,8 | 34,3 | 29,5 | 21,4 | 12,9  | 9,6   | 34,3  |
| Средний суточный максимум, °C                       | −2,3  | −1,8  | 3,1   | 10,4  | 17,4 | 21,0 | 22,4 | 21,3 | 15,3 | 9,3  | 2,7   | −0,9  | 9,8   |
| Средняя температура, °C                             | −4,9  | −5,1  | −1    | 5,1   | 11,3 | 15,3 | 17,0 | 15,7 | 10,4 | 5,6  | 0,3   | −3,4  | 5,5   |
| Средний суточный минимум, °C                        | −7,8  | −8,4  | −4,6  | 0,4   | 5,3  | 9,7  | 11,6 | 10,8 | 6,4  | 2,6  | −2    | −6,1  | 1,5   |
| Абсолютный минимум, °C                              | −38,5 | −35,6 | −26,8 | −11,1 | −5,6 | −1,6 | 2,5  | 1,5  | −6,5 | −14  | −20,9 | −40,5 | −40,5 |
| Норма осадков, мм                                   | 52    | 37    | 38    | 35    | 51   | 79   | 77   | 82   | 66   | 67   | 61    | 58    | 704   |
| Источник: Эстонский гидрометеорологический институт |       |       |       |       |      |      |      |      |      |      |       |       |       |

| Показатель                                          | Янв.  | Фев.  | Март  | Апр.  | Май  | Июнь | Июль | Авг. | Сен. | Окт.  | Нояб. | Дек.  | Год   |
| --------------------------------------------------- | ----- | ----- | ----- | ----- | ---- | ---- | ---- | ---- | ---- | ----- | ----- | ----- | ----- |
| Абсолютный максимум, °C                             | 10,1  | 10,9  | 18,4  | 27,4  | 30,7 | 32,1 | 34,4 | 34,3 | 29,5 | 21,4  | 12,9  | 11,9  | 34,4  |
| Средний суточный максимум, °C                       | −1,9  | −1,7  | 3,4   | 11,3  | 17,8 | 20,8 | 23,3 | 21,8 | 15,9 | 9,7   | 2,9   | −0,8  | 10,2  |
| Средняя температура, °C                             | −4,4  | −5    | −0,8  | 5,7   | 11,7 | 15,2 | 17,6 | 16,1 | 10,9 | 6,0   | 0,5   | −3,2  | 5,9   |
| Средний суточный минимум, °C                        | −7,1  | −8,3  | −4,5  | 0,7   | 5,6  | 9,8  | 12,2 | 11,2 | 6,8  | 2,9   | −1,7  | −5,8  | 1,8   |
| Абсолютный минимум, °C                              | −34,8 | −35,6 | −26,8 | −11,1 | −5,6 | 0,1  | 3,1  | 1,8  | −5,5 | −14,4 | −21   | −30,1 | −35,6 |
| Норма осадков, мм                                   | 56    | 40    | 42    | 33    | 53   | 83   | 68   | 85   | 59   | 72    | 57    | 56    | 708   |
| Источник: Эстонский гидрометеорологический институт |       |       |       |       |      |      |      |      |      |       |       |       |       |

## Экономика
В городе работают предприятия лёгкой и деревообрабатывающей промышленности, мясокомбинат, швейная фабрика и обувная фабрика.

## Культура, достопримечательности
В городе работает музей, посвящённый истории, культуре и природе Валгамаа. В статусе памятника в городе стоит паровоз Су 251-98.
Из исторических зданий и памятников в городе примечательны (все внесены в Регистр памятников культуры Эстонии как памятники архитектуры):
- Валгаская католическая часовня, старейшее здание города, построена в 1780-х годах по проекту Кристофа Хаберланда[22];
- Валгаская Яановская церковь, построена в период 1787—1789 годов, автор проекта — рижский архитектор Кристоф Хаберланд[23];
- деревянное здание ратуши, построено в 1866 году[24]);
- Валгаская православная церковь, построена в 1897—1898 годах, архитектор В. И. Лунский;
- римско-католическая церковь Иоанна Крестителя, построена в 1907 году[25];
- здание управы Валкского уезда, построено во второй половине XVIII века[26];
- железнодорожный вокзал (автор проекта — ленинградский архитектор В. П. Ципулин), построен (предположительно) немецкими военнопленными в 1949 году в стиле сталинской архитектуры, с 2014 года — памятник архитектуры[27].

К достопримечательностям города также относятся:
- памятник Стефану Баторию, как человеку, даровавшему Валга права города в 1584 году. Установлен в 2002 году;
- монумент Эстонской освободительной войне (копия памятника 1925 года, воссоздана в 2013 году скульптором Яаком Соансом[эст.]);

В Валга есть тематический военный парк, посвящённый истории сражения под Паю в годы Эстонской освободительной войны.

## Города-побратимы
Города-побратимы бывшего городского муниципалитета Валга:
- Бельгия: Дюрбюи
- Германия: Любц
- Дания: Калуннборг
- Латвия: Валка
- Польша: Кобыльница, Косьцелиско
- Россия: Старая Русса, Великий Новгород
- США: Окленд
- Финляндия: Уусикаупунки, Торнио, Ориматтила
- Швеция: Хапаранда, Эстхаммар

## Галерея

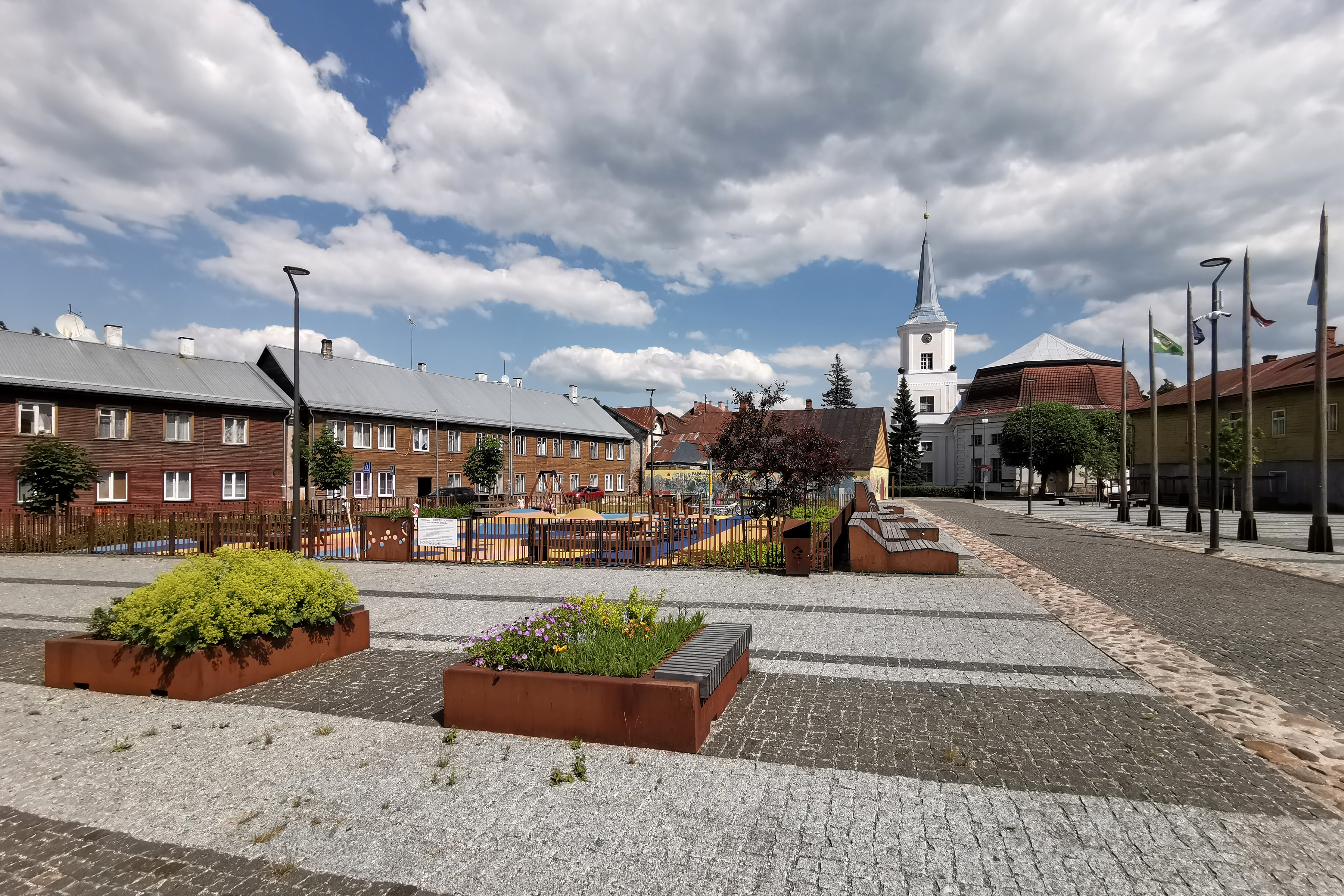
Центральная площадь Валга
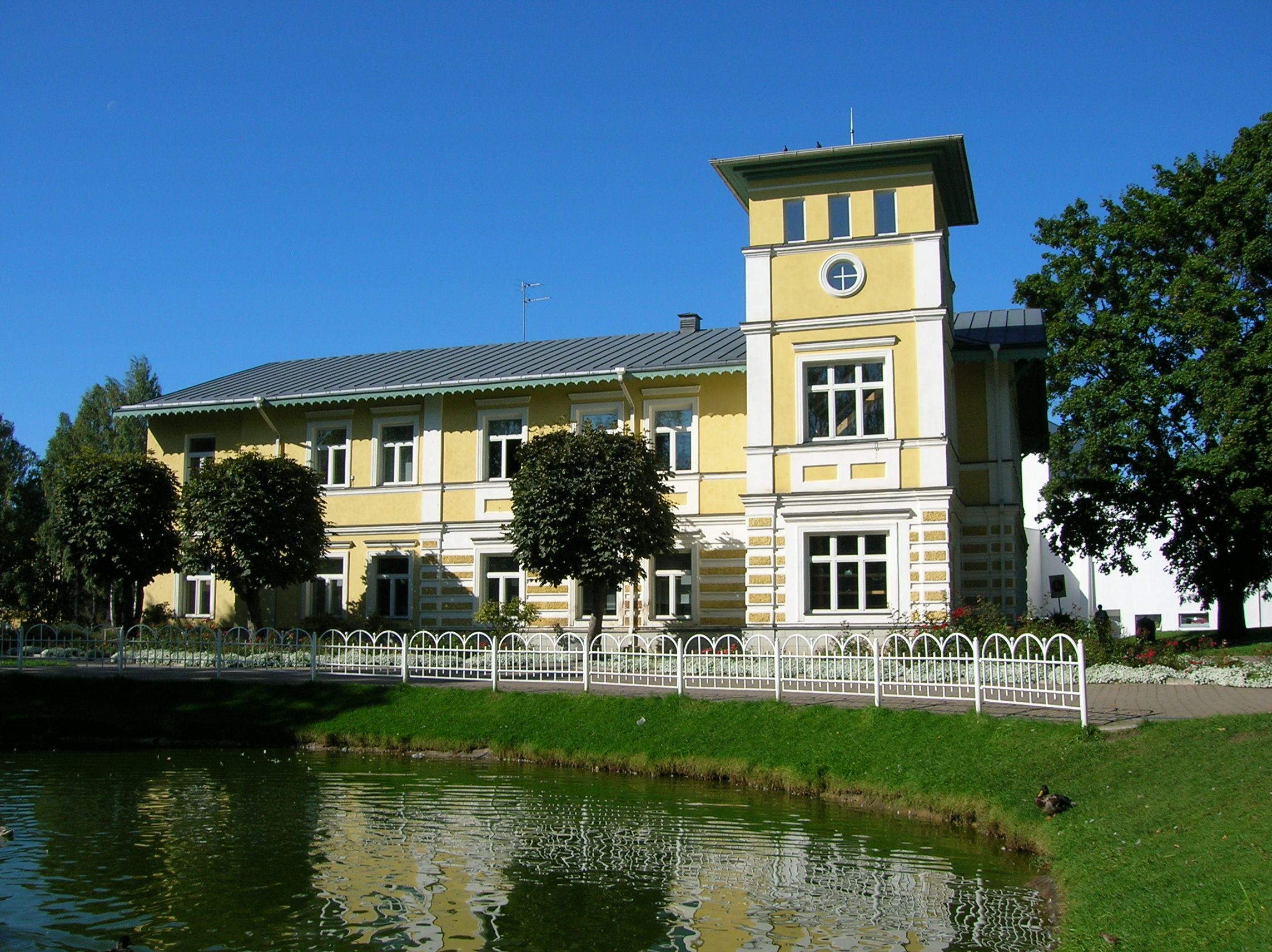
Центральная библиотека
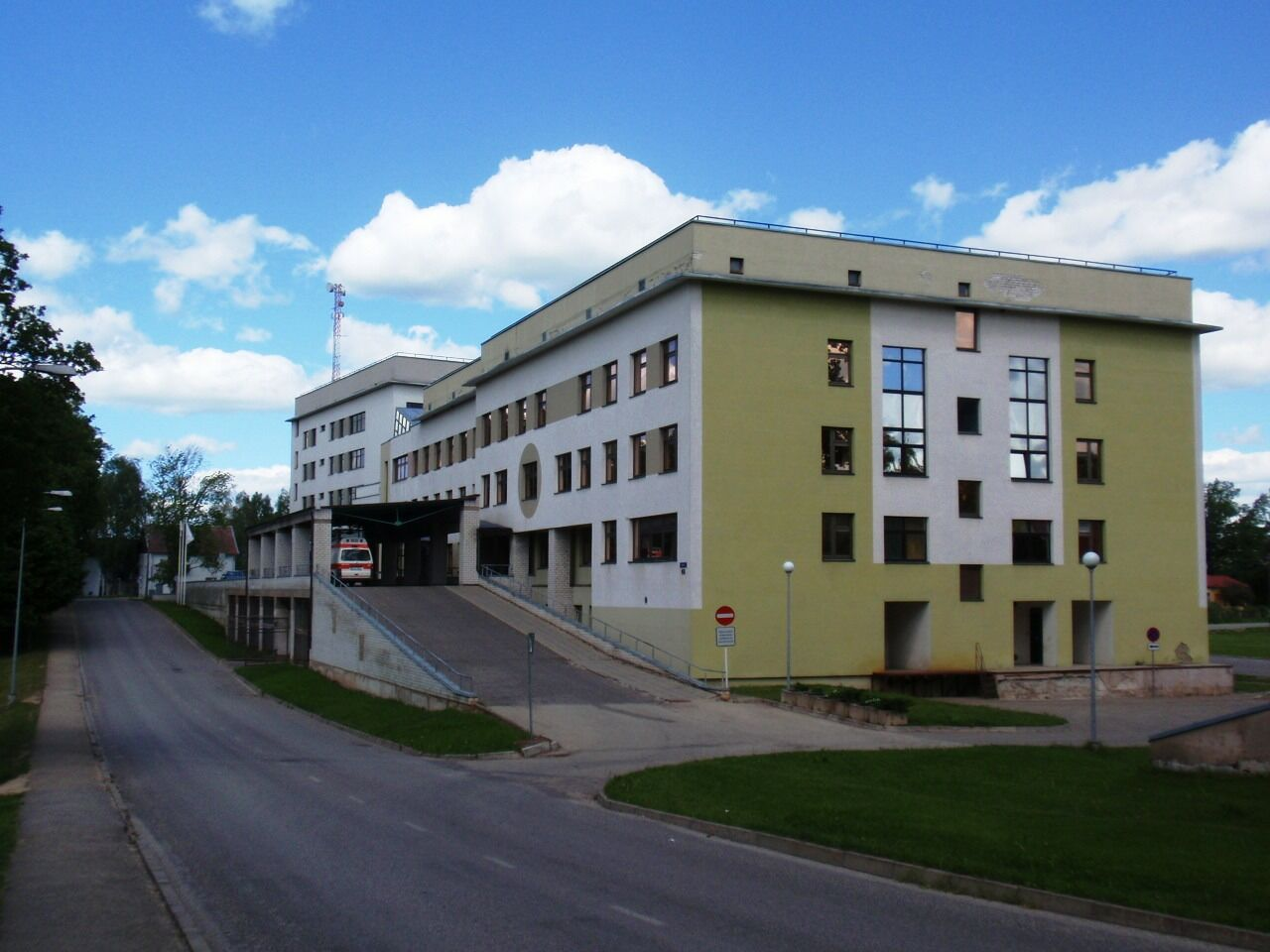
Больница Валга
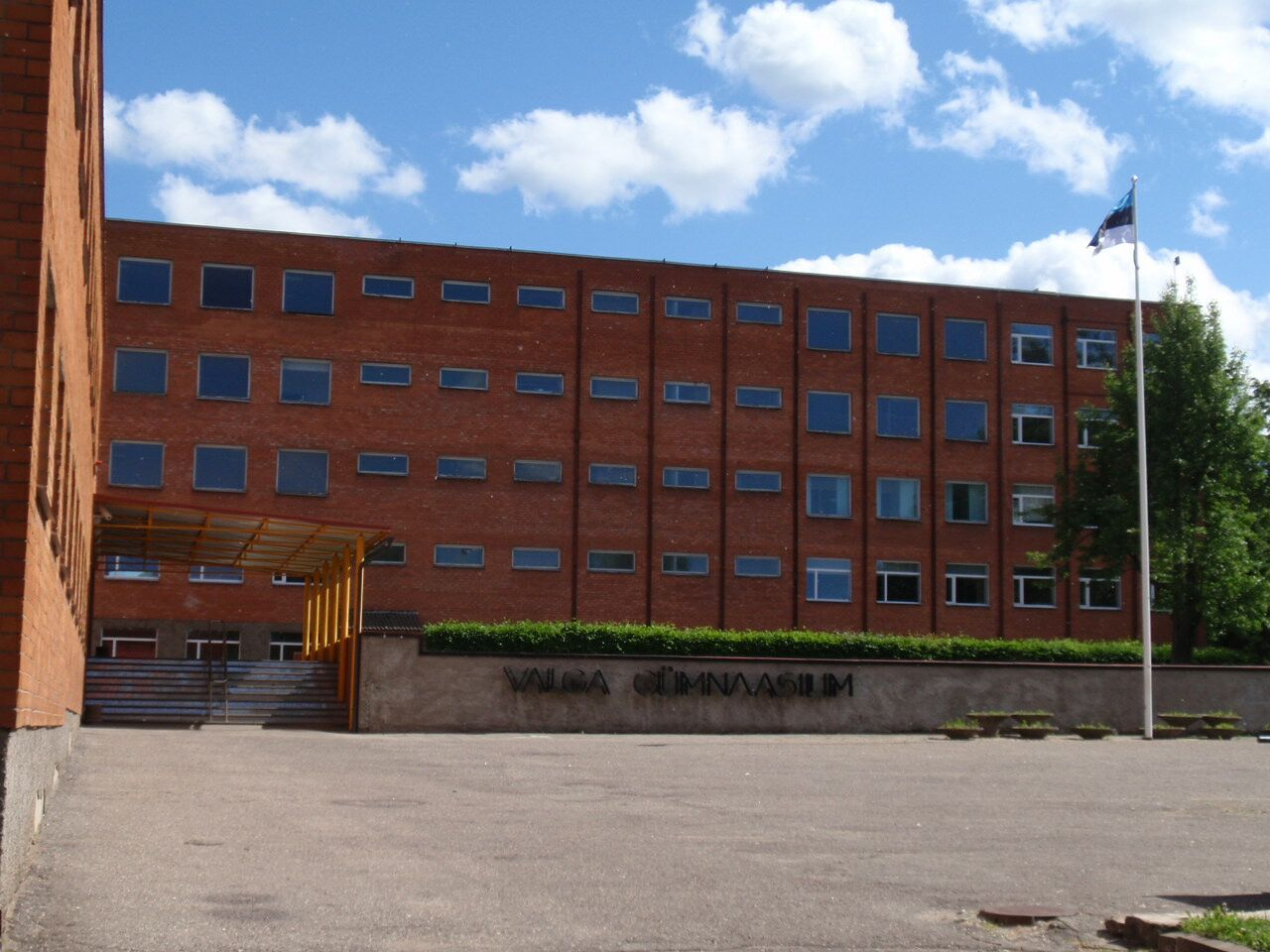
Гимназия Валга
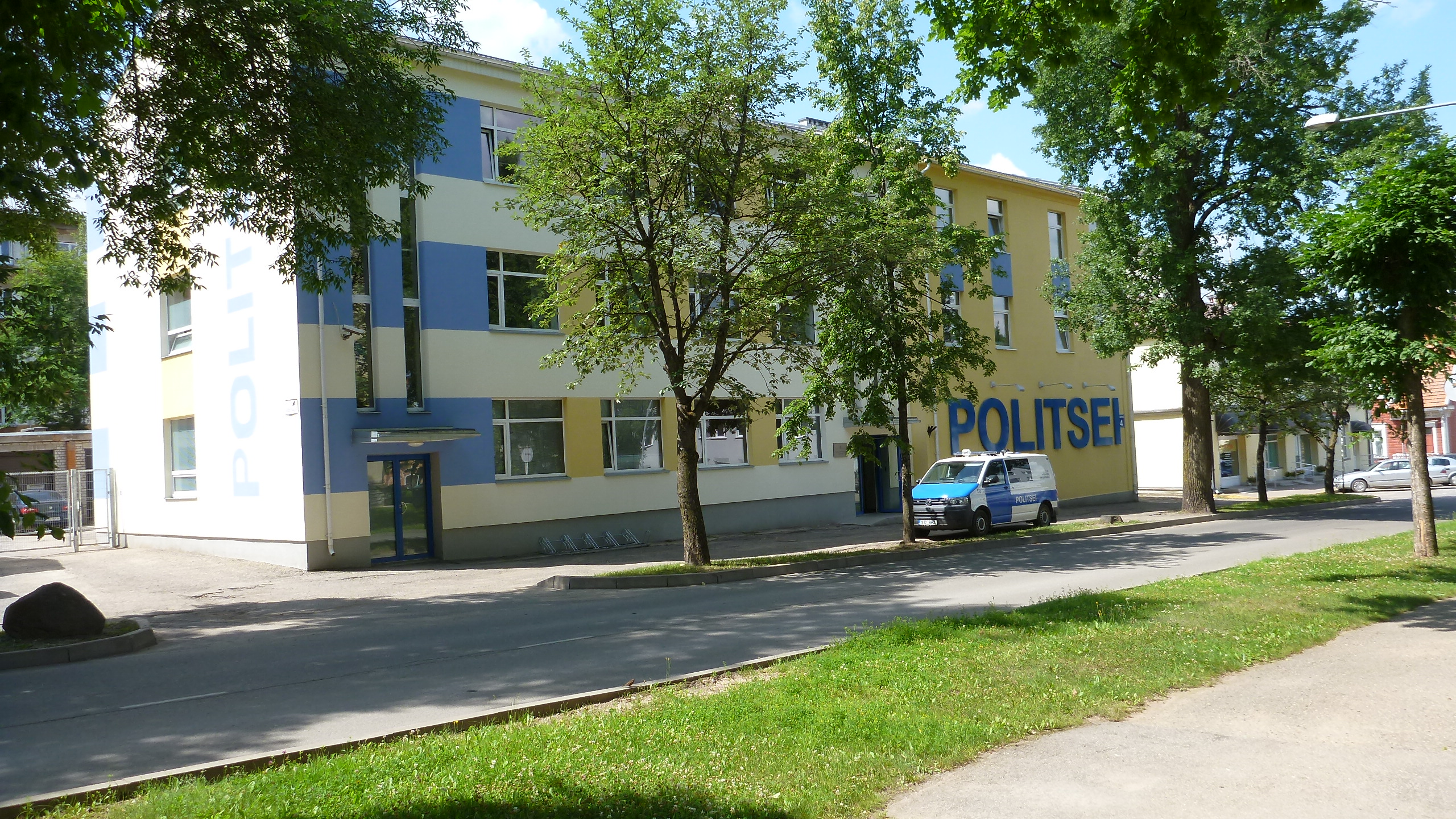
Отделение полиции Валга
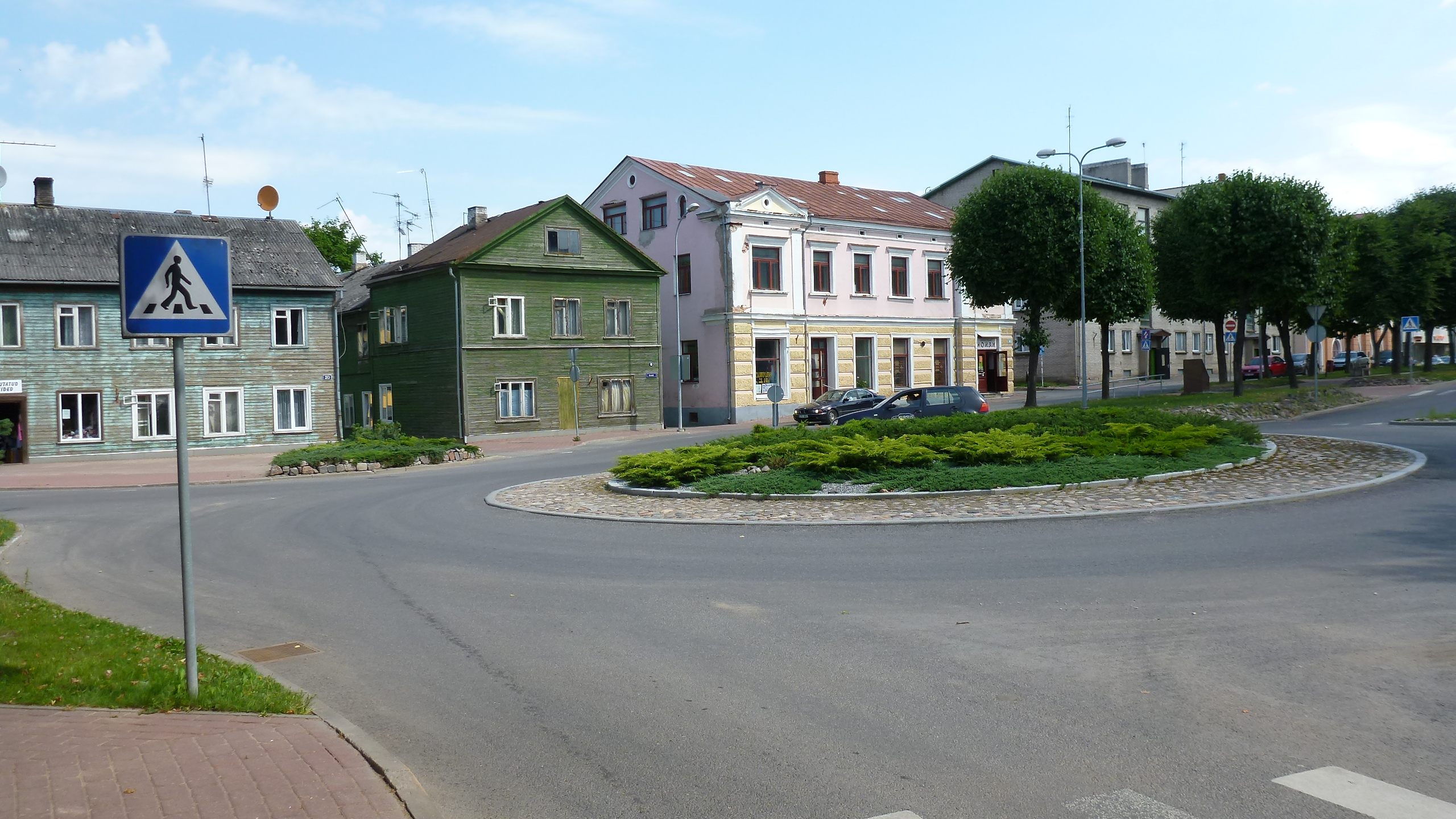
Круговой перекрёсток в Валга
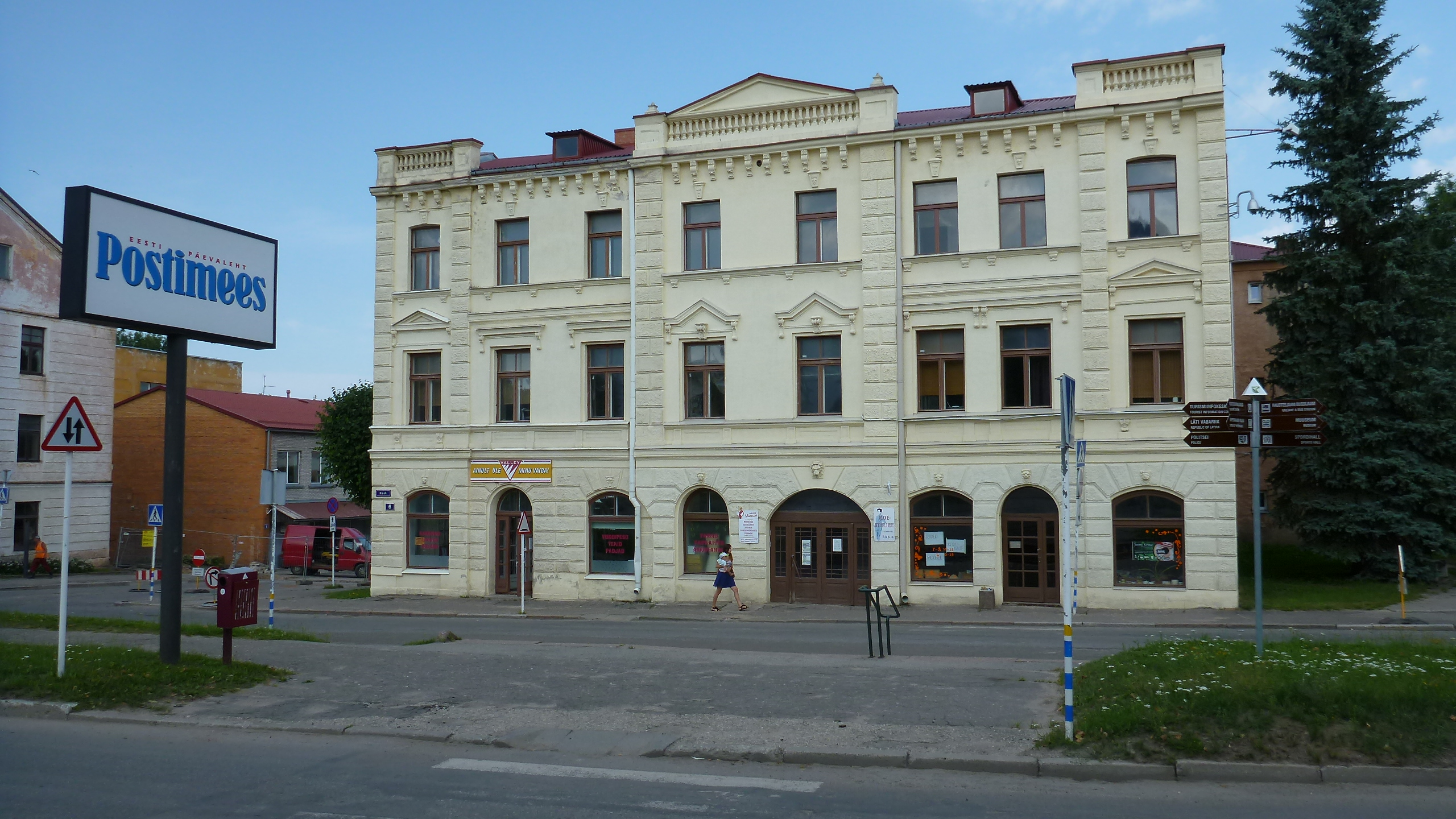
Улица Кеск
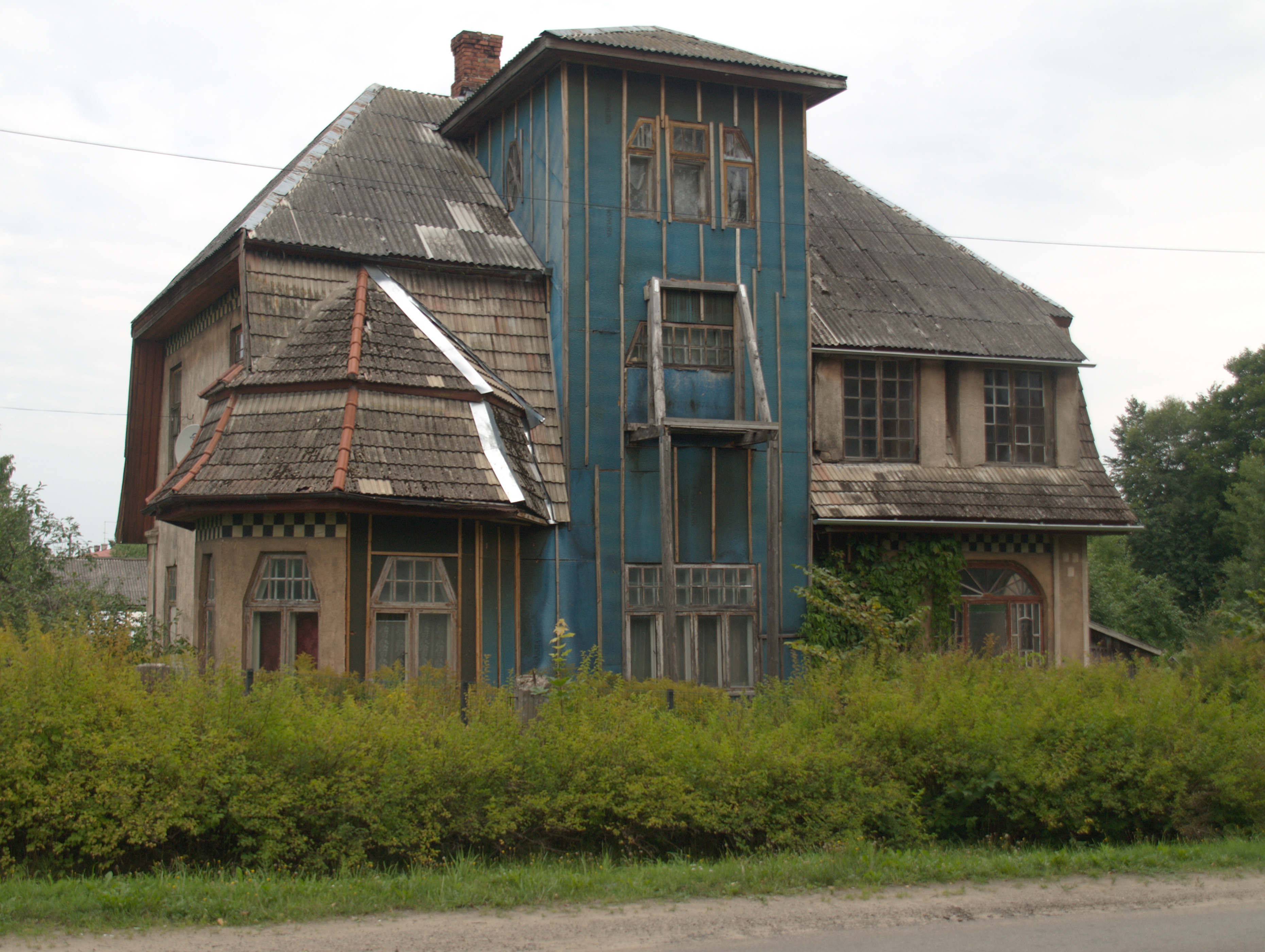
Улица Петсери 11 (памятник культуры)
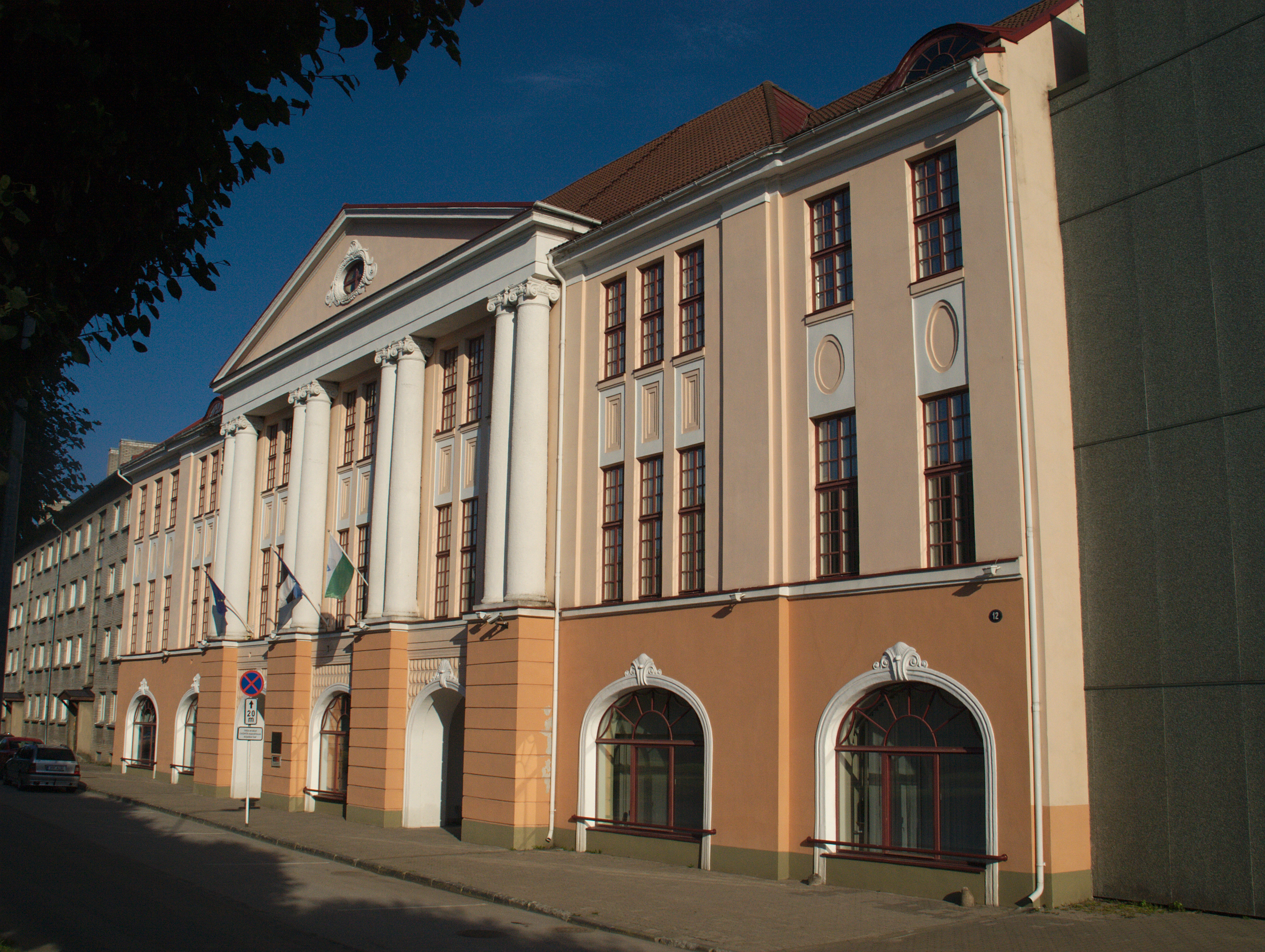
Офис банка
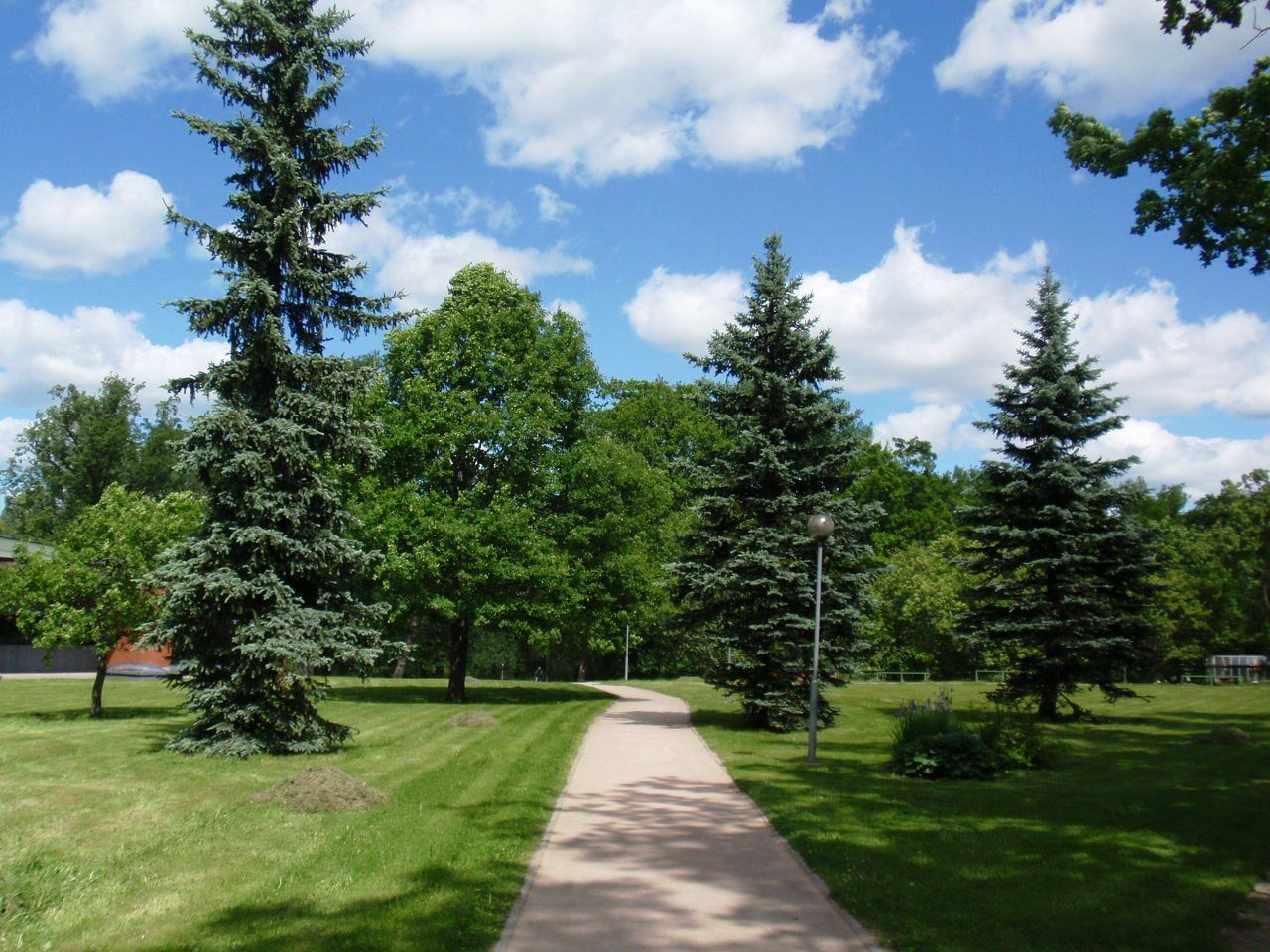
Городской парк

## Знаменитые уроженцы
- Свёнтек, Казимир Янович (1914—2011) — первый белорусский кардинал. Архиепископ Минско-Могилёвский с 13 апреля 1991 по 14 июня 2006. Апостольский администратор Пинска с 13 апреля 1991 по 30 июня 2011. Кардинал-священник с титулом церкви Сан-Джерардо-Майелла с 26 ноября 1994.
- Лебедь, Анатолий Вячеславович (1963—2012) — офицер 45-го отдельного гвардейского разведывательного орденов Кутузова и Александра Невского полка специального назначения, гвардии подполковник спецназа ВДВ, Герой Российской Федерации (2005), кавалер Ордена Святого Георгия IV степени (2008).

### Комментарии
1. ↑  Эстонские топонимы, оканчивающиеся на -а, в русском языке не склоняются[12], а род получают по родовому слову, например, деревне присваивается женский род, хотя в эстонском языке нет категории рода.